# Incidentul submersibilului Titan din 2023
La 18 iunie 2023, Titan, un submersibil operat de OceanGate, o companie americană de turism și expediții, a făcut implozie în timpul coborârii sale în Oceanul Atlantic de Nord, la aproximativ 320 de mile marine (590 km) de coasta Newfoundland, Canada. Submersibilul, în care se aflau cinci persoane, făcea parte dintr-o expediție pentru a vedea epava Titanicului. Comunicarea cu Titan a fost pierdută după 1 oră și 45 de minute de la începerea scufundării. Autoritățile au fost alertate când acesta nu a reușit să iasă la suprafață la ora programată, mai târziu în aceeași zi. 
După o căutare care a durat aproape 80 de ore, un vehicul subacvatic operat de la distanță (ROV) a descoperit un câmp de resturi care conținea părți din Titanic, la aproximativ 500 de metri de prova Titanicului. Zona de căutare a fost informată de detectarea de către sonarul Marinei Statelor Unite (USN) a unei semnături acustice compatibile cu o implozie în jurul momentului în care comunicațiile cu submersibilul au încetat, sugerând că învelișul sub presiune a făcut implozie în timp ce Titan cobora, ceea ce a dus la moartea instantanee a tuturor celor cinci ocupanți.
Operațiunea de căutare și salvare a fost condusă de o echipă internațională condusă de Garda de Coastă a Statelor Unite (USCG), USN și Garda de Coastă canadiană. Sprijinul a fost asigurat de aeronave ale Forțelor Aeriene Regale Canadiene și ale Gărzii Naționale Aeriene a Statelor Unite, de o navă a Marinei Regale Canadiene, precum și de mai multe nave comerciale și de cercetare și ROV-uri.
Numeroși experți din industrie și-au exprimat îngrijorarea cu privire la siguranța navei. Directorii OceanGate, inclusiv directorul său general Stockton Rush (una dintre victimele decedate în urma imploziei), nu au solicitat certificarea pentru Titan, argumentând că protocoalele de siguranță excesive împiedicau inovația.
În seara zilei de 22 iunie 2023, submersibilul a fost găsit, însă la momentul găsirii, era rupt în două bucății.